# Berlinde De Bruyckere
Berlinde De Bruyckere (Gand, 1964) è un'artista belga.

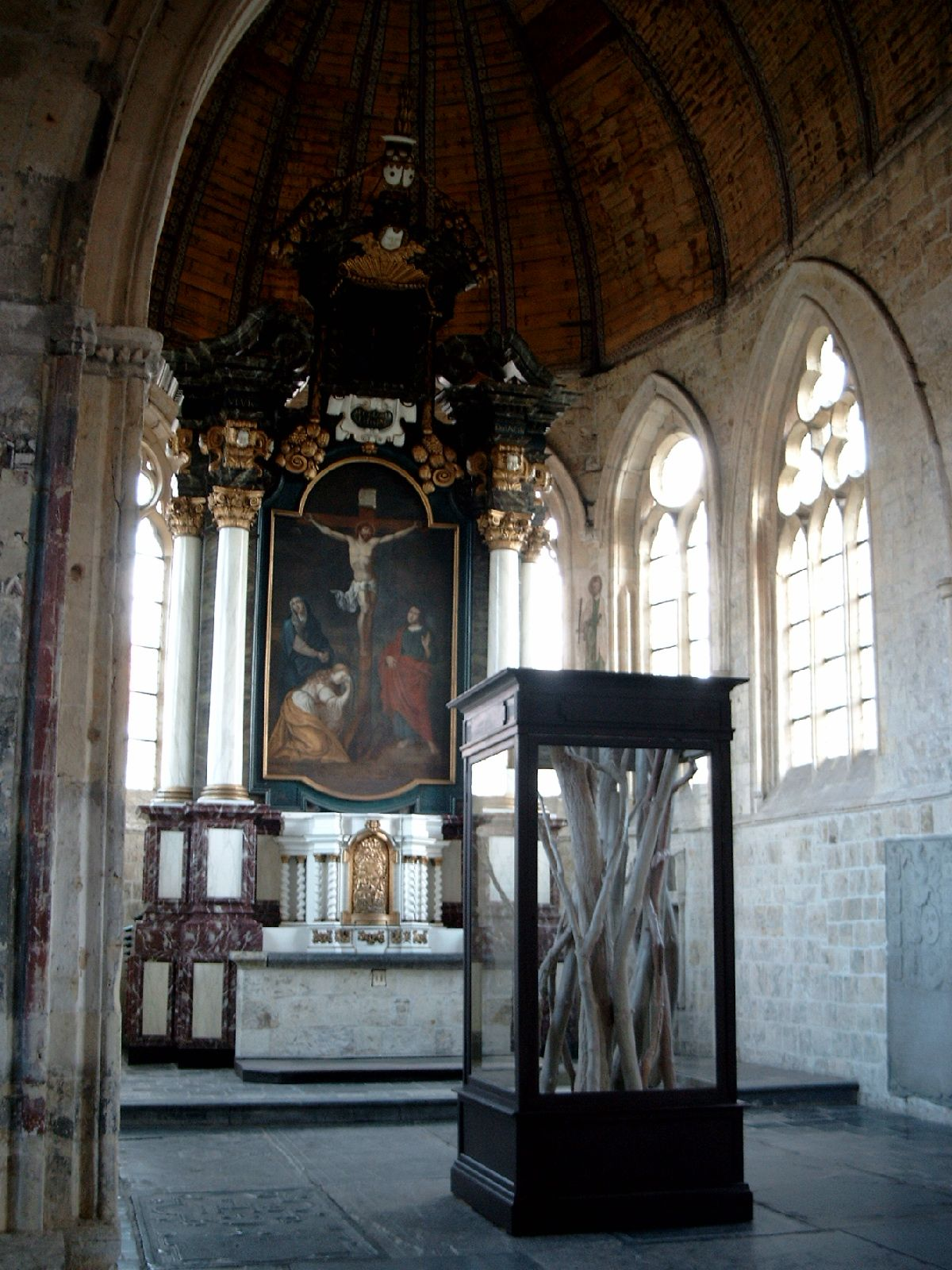
La chiesa di Begijn Sint-Truiden con un'installazione di Bruyckere.

L'opera di Berlinde De Bruyckere si basa soprattutto sulla scultura.
Nel 2000, la sua opera di cinque cavalli intitolata In Flanders Fields, un commento sulla prima guerra mondiale, fu presentata nel In Flanders Fields Museum, a Ypres. Fu riconosciuta internazionalmente nel 2003 con la partecipazione alla Biennale di Venezia. Da allora ha esposto a Hauser & Wirth, Zurigo (2004); La Maison Rouge, Fondation Antoine de Galbert, Parigi (2005); De Pont Foundation for Contemporary Art, Tilburg (2005); Galleria Continua, San Gimignano (2007, 2010, 2012, 2019, 2020). Nel 2006 la sua opera fu esposta alla 4ª Biennale di Berlino e alla Kunsthalle Düsseldorf.